# تشارلز ستيوارت تود
تشارلز ستيوارت تود (بالإنجليزية: Charles Stewart Todd)‏ هو دبلوماسي وسياسي أمريكي، ولد في 22 يناير 1791، وتوفي في 17 مايو 1871 في باتون روج في الولايات المتحدة.